# Aeroportul Mullewa
Aeroportul Mullewa (IATA: MXU, ICAO: YMWA) este un aeroport din Australia de Vest, Australia.
Situat la o altitudine de 259 m, aeroportul dispune de o singură pistă. Este operat de Shire of Mullewa⁠(d).